# Constance Titus
Constance Sutton Titus (Pass Christian, Mississipi, 14 d'agost de 1873 – Bronxville, Nova York, 24 d'agost de 1967) va ser un remer estatunidenc que va competir a primers del segle xx.
El 1904 va prendre part en els Jocs Olímpics de Saint Louis, on va guanyar la medalla de bronze en la prova de Scull individual del programa de rem, en ser superat a la final per Frank Greer i James Juvenal, primer i segon respectivament.
Durant la primera dècada del segle XX guanyà tres títols nacionals en scull individual i un en doble scull. Posteriorment va fer d'entrenador a Princeton, però la seva feina fou la de corredor d'assegurances.